# 1950年代のラグビー
< 1950年代
- 1950年代前後:1940年代のラグビー - 1950年代のラグビー - 1960年代のラグビー

## できごと

### 1950年
- （ルール改正） - タックル後のプレーに関する規定[1]
- 1月2日 - 東西大学王座決定戦は明大が勝利（明大16-0関西学大）
- 1月5日 - 第29回全国高校大会は秋田工が連覇（14-3福岡）
- 1月6日 - 第2回全国実業団大会は九州の三井化学が優勝（39-0住友奔放別）
- 11月1日 - 第5回愛知県国体は社会人が全福岡、高校は秋田工が優勝
- 12月3日 - 早明戦を早大が制して対抗戦全勝優勝
- 12月10日 - 関西学大が立命大を破り、関西対抗戦4連覇

### 1951年
- （ルール改正） - スクラムのボールの投入、ドロップアウトに関する規定[1]
- 1月5日 - 第3回実業団大会は八幡製鉄がトヨタ自工を破り優勝（32‐0）
- 1月6日 -　第1回新制大学大会は西南学大が優勝
- 1月7日 - 第30回全国高校大会は天王寺高が優勝、秋田工の3連覇を阻む
- 1月9日 - 東西大学王座決定戦は早大が16-3で関西学大を破る
- 1月15日 - 第1回朝日招待が行われ、早大が全九州を24-3で破る
- 2月25日 - 第4回三地域対抗は全関東が初優勝
- 10月31日 - 第6回広島国体は社会人が全東京、高校は秋田工が優勝
- 12月2日 - 明大が早大を破り、7戦全勝で対抗戦制覇。関西学大が立命大を破り、関西対抗戦5連覇

### 1952年
- （ルール改正） - プレーヤーの服装、スクラムを崩す行為とバインド、退場したプレーヤーに関する規定[1]
- 1月2日 - 東西学生王座決定戦は明大が24-3で関西学大を破る
- 1月6日 - 第4回全国実業団大会は八幡製鉄が連覇（11‐3近鉄）
- 1月7日 - 第31回全国高校大会は秋田工が優勝（13-3北見北斗）
- 1月15日 - 第2回朝日招待は明大が全九州に勝利（36‐14）
- 1月20日 - 第6回東西学生対抗は関東学生が勝利
- 1月25日 - 全香港ラグビークラブ来日（2勝1敗1分）
- 3月9日 - 在韓ニュージーランド舞台来日（5勝1敗）
- 9月14日 - オックスフォード大来日（7勝）
- 10月23日 - 第2回宮城国体は社会人が全福岡、高校は福岡が優勝
- 12月7日 - 慶大蹴球部50周年記念式典、祝賀会（日吉）

### 1953年
- 1月3日 - 東西大学王座決定戦は早大が同大を8-6で破る
- 1月4日 - 秩父宮観戦
- 1月5日 - 第5回社会人大会は八幡製鉄が3連覇（15‐6川崎重工）
- 1月7日 - 第32回全国高校大会は秋田工連覇（8‐0北見北斗）
- 1月15日 - 第7回学生東西対抗は関東学生が47-10で勝利
- 1月18日 - 第3回朝日招待は早大が46-0で全九州を圧倒
- 2月8日 - 第6回三地域対抗は全九州が優勝
- 3月29日 - 極東英連邦チーム来日（4勝1敗）
- 9月1日 - ケンブリッチ大来日（8勝）
- 10月22日 - 第8回愛媛国体は社会人が全福岡、高校Aは熊本工が優勝
- 12月6日 - 早明戦を勝利した早大が対抗戦連覇。関西も同大が連覇

### 1954年
- （ルール改正） - タックルされたプレーヤーの行為規制、ペナルティキック、タッチの定義に関する規定[1]
- 1月3日 - 東西大学王座決定戦は早大が22-5で同大に勝利
- 1月5日 - 第6回全国社会人大会は近鉄と九州電力が引き分け優勝（3-3）
- 1月7日 - 第33回全国高校大会は福岡高が優勝（6-0保善）
- 10月10日 - 第9回北海道国体は社会人が全福岡、高校Aは慶応が優勝
- 11月28日 - 同大-関西学大は6-6で引き分け、関西対抗戦は両校優勝に。青学大対エーコンなど秩父宮のカードが強風雨で中止。史上初
- 12月5日 - 明大が14-8で早大を破り、対抗戦全勝優勝
- 12月19日 - 東西大学王座決定戦は明大が33-0で同大破る

### 1955年
- （ルール改正） - 不正なプレーに関する規制、スクラムに関する規定[1]
- 1月2日 - 東西大学王座決定戦は明大が21-5で関西学大を破る
- 1月6日 - 第7回全国社会人大会は八幡製鉄所が大映を19-0で破り優勝
- 1月7日 - 第34回全国高校大会は慶応が秋田工を6-5で下して、2冠
- 1月15日 - 第5回朝日招待は明大が24‐11で全九州を破る
- 1月23日 - 第9回東西学生対抗は関東学生が58-13で勝利
- 3月20日 - 三地域対抗は全関東が優勝
- 3月26日 - 在日英連邦軍代表と全九州が門司で対戦
- 6月15日 - 第2代日本協会会長、田邊九萬三の日本協会葬を秩父宮で行う
- 11月3日 - 第10回神奈川国体は社会人が全福岡、高校Aは熊本工が優勝

### 1956年
- 1月6日 - 第8回全国社会人大会は八幡製鉄が優勝（24-5近鉄）
- 1月7日 - 第35回全国大会は秋田工が3年ぶり8度目の優勝（14-0保善）
- 1月8日 - 第27回東西大学王座決定戦は慶大が同大を6‐0で破り10年ぶりV
- 2月20日 - 豪州学生代表来日（8勝1敗）
- 3月15日 - 全明大が豪州学生を12‐11で下す。日本勢唯一の勝利に
- 6月18日 - 日本ラグビー協会が日本体育協会に脱退届を提出
- 8月12日 - ラグビーの国体参加を高校だけ認める決定
- 11月1日 - 第11回兵庫国体は高校の部のみ参加、少年Aは秋田工が慶応を破り優勝

### 1957年
- 1月7日 - 第36回全国高校大会は秋田工が連覇（14‐3盛岡工）
- 1月8日 - 第9回全国社会人大会は近鉄が優勝（11－0九州電力）
- 1月27日 - 八幡製鉄が香港遠征へ（2勝1敗）
- 3月3日 - 三地域対抗は九州が関東を18‐17で下す
- 3月9日 - 英国マラヤ・シンガポール駐屯地チーム来日（4勝2敗1分）
- 3月10日 - 三地域対抗は関西が球種を31‐0で下す
- 3月17日 - 三地域対抗は関東が関西を21－0で下す
- 4月17日 - 関東大学のABブロック制(1、2部制)決まる
- 6月16日 - 日本体育協会に復帰
- 10月30日 - 第12回静岡国体は成年が全福岡、高校Aは秋田工が優勝

### 1958年
- 1月8日 - 第10回全国社会人大会は近鉄が京都市役所を12‐3として優勝
- 1月9日 - 第37回全国高校大会は保善が日大二を14‐3と破り優勝
- 2月9日 - 三地域対抗は関東が九州を25-11で下し優勝
- 2月18日 - ニュージーランドU23代表が来日（9戦全勝）
- 4月1日 - ルール改正。試合の迅速化とラフプレーを厳格化
- 6月1日 - 日本ラグビー60周年の記念祭が日吉グラウンドにて行われる
- 11月　慶応義塾体育会蹴球部60年史発刊
- 12月7日 - 同大が関西大学対抗戦で全勝優勝

### 1959年
- 1月3日 - 東西大学王座決定戦は早大が同大を破る（11‐5）
- 1月8日 - 第11回全国社会人大会は八幡製鉄が3年ぶり優勝（9-0近鉄）
- 1月9日 - 第38回全国高校大会は秋田工が通算10度目の優勝。1回戦から決勝戦まですべて完封勝ち
- 1月25日 - 東西学生対抗は関東学生が勝利(33-19)
- 2月26日 - カナダ・ブリティッシュコロンビア州代表来日（5勝1敗2分）
- 4月12日 - 戦後初の7人制大会（YC&ACセブンズ）は八幡製鉄が優勝
- 5月24日 - 台湾代表来日(3勝4敗1分)
- 9月10日 - オックスフォード・ケンブリッジ大連合来日（7勝）
- 9月16日 - 国立競技場で戦後初のナイター試合（オ・ケ大連合-全慶大）
- 12月5日 - 法大が全勝で関東大学Aブロック制覇。関西は同大が優勝